# Willem Brandwijk
Willem Brandwijk (Voorburg, 31 luglio 1995) è un cestista olandese.

## Palmarès
- Coppa d'Olanda: 1

Donar Groningen: 2022